# Херман Боле
Херман Боле (Келн, 18. октобар 1845 — Загреб, 17. април 1926) је био аустријски архитекта који се специјализовао за црквену архитектуру на подручју данашње Хрватске.

## Живот
Херман Боле је рођен у Келну 1845. године, студирао је архитектуру у Бечу.
Цео свој радни век провео је на подручју тадашње Банске Хрватске, тј. на простору данашње Хрватске без Далмације и Истре, а са целим Сремом. Ту је дошао 1876. године. Његова каријера била је посебно активна после Загребачког земљотреса 1880. године.
У свом стручном деловању Боле је био изразити представник еклектицизма, примењујући највише стилове необарока и неоготике. Код православних грађевина, које је градио за српску заједницу, сагледава се и његово познавање елемената неовизантизма.
Херман Боле је умро у Загребу 1926. године.

## Радови
За подручје градитељства код Срба значај Хермана Болеа посебно је битан у случају црквених грађевина у Загребу, али и на подручју Срема. Ту се могу споменути:
- ИЗГРАДЊА:
  - Православна капела светих апостола Петра и Павла на Мирогоју, Загреб (1883—1914),
  - Парохијална црква у Штикади покрај Грачаца (1894),
  - Римокатоличка црква у Ердевику (1885—1890),
  - Црква Светог Венделина у Земуну (1888),
  - Винцилирска („пударска“) кућа на имању Одескалкија у Вишњевцу код Великих Радинаца (1903),
  - Гробна капелица Ђуришић у Руми (1910),
  - Римокатоличка црква и двор у Чалми (1914, срушена у Другом светском рату),
  - Гробна капелица Ташнер у Руми (око 1923).
- ОБНОВА: 
  - Унутрашњост Српске саборне цркве у Загребу (1882—1894),
  - Саборна црква и владичански двор Славонске епархије у Пакрацу (1893),
  - Српска православна црква у Бјеловару (1897),
  - Црква Снежне Госпе на Текијама, у Петроварадину (1881),
  - Манастир Гргетег на Фрушкој гори (1899).

Поре датог, Херман Боле је пројектовао или радио на обнови великог броја грађевина, махом црвених, широм целе Хрватске. Као најважнији примери могу се навести:
- Ђаковачка катедрала,
- Загребачка катедрала,
- Гркокатоличка саборна црква у Крижевцима,
- Гробље Мирогој у Загребу,
- Здање ХАЗУ (Хрватске академије знаности и уметности),
- Гимназија у Осијеку.

## Збирка радова
- Унутрашњост Саборне цркве у Загребу
- Манастир Гргетег
- Црква Снежне Госпе на Текијама, у Петроварадину
- Православна Капела светих апостола Петра и Павла на Мирогоју
- Ђаковачка катедрала
- Загребачка катедрала
- Гркокатоличка саборна црква у Крижевцима
- Мирогој